# Ljudmila Novak
Ljudmila Novak (n. 1 august 1959, Maribor, Slovenia) este un om politic sloven, membru al Parlamentului European în perioada 2004-2009 din partea Sloveniei.